# Монастырь Ново-Хопово
Монастырь Ново-Хопово (серб. Манастир Ново Хопово, также просто Монастырь Хопово) — женский монастырь Сремской епархии Сербской православной церкви, один из Фрушскогорских монастырей. Расположен на южном склоне Фрушской горы, близ Ирига. Посвящён святителю Николаю.

## История
Монастырь был основан во второй половине XV века или в начале XVI века как мужской монастырь. Неизвестно, кто был его основателем. Возможно, это был Стефан Бранкович (ум. 1476). Другая версия основана на житии святой Ангелины, которая называла основателем монастыря Георгия Бранковича, а возникновение монастыря относила к 1496—1502 годам. Вторая точка зрения преобладает в литературе. Из записи в Хоповской Минеи следует, что монастырь существовал уже в 1541 году и имел тогда церковь с алтарным помещением, богато декорированным фресками. Ещё одно упоминание о Хопове относится к описанию перенесения мощей святого Феодора Тирона в 1555 году.
В 1576 году на территории монастыря была основана новая церковь во имя святителя Николая, которая заменила предыдущую. При её строительстве работали Лацко и Марк Йовшичи. Известно, что спустя два года в монастыре действовала школа.
В 1608 году была окончена работа над фресками в хоре и нефе монастырской церкви; их авторы неизвестны, предположительно, это были афонские монахи. Все композиции фресок заимствованы из монастырей Афона, например, сцена избиения младенцев является точной копией фрески из кафоликона Великой Лавры.
Монахи из монастыря Хопово неоднократно ездили в Россию, чтобы молить русских царей о финансовой помощи. В 1641 году они получили грамоту, разрешающую приезд после материальной поддержки каждые 7-8 лет. Из документа следует, что в монастыре было тогда около 60 монахов.
В середине XVII века был создан другой ансамбль фресок — в притворе храма. Его авторы остаются неизвестными (хотя заметны сходства между фресками в Хопове и украшением монастыря Пива в Черногории). Художественный уровень картины оценивается ещё выше, чем в нефе и алтаре. Учёные полагают, что первоначально композиции были золотистого цвета, но этот элемент декора со временем утрачен или был украден.
Братия понесла серьёзные потери в войнах с Османской империей в 1684 и 1688 годах, в результате чего монахи вместе с мощами святого Феодора Тирона бежали сначала в Шабац, а оттуда — в монастырь Радовашница. Община насчитывала тогда более 100 человек. Через год после вынужденного бегства монахи приступили к частичному восстановлению монастыря, а в 1693—1695 годах — к его полной реставрации.
Монастырь располагал значительным количеством земли и четырьмя мельницами, благодаря чему в XVIII веке монахи смогли приступить к расширению монастырского комплекса, строительству новой трапезной, дома для паломников и дополнительного крыла для монахов. В описи 1771 года монастырь бык окружён четырёхугольной стеной, образованной четырьмя жилыми строениями, занимаемыми братией монастыря. В XVIII веке была возведена монастырская колокольня с часовней, в которой работал учитель Венцль Новак из Петроварадина, а затем Фацель Николаус.
Иконостас в главной монастырской церкви создан в 1754—1770 годах. Это конструкция, выполненная в стиле барокко по проекту Павла и Антона Разнеров с иконами Теодора Крачуна. Большинство оригинальных изображений, находившихся в иконостасе, не пережило Второй мировой войны — из 61 иконы осталось 19.
Монастырь был, вероятно, покинут во время Первой мировой войны.
В 1920 году в монастырь Хопово из Бессарабии по приглашению патриарха Сербского Димитрия переехали монахини Леснинского монастыря во главе с игумениями Екатериной (Ефимовской) и Ниной (Косаковской), возродив женское монашество в Сербии, традиции которого были утрачены за время турецкого владычества.
В Хопове сёстры постарались сохранить свои традиции, что удалось только отчасти. Возобновить экономический размах Лесны в новых условиях не удалось, несмотря на все старания матушек Екатерины и Нины. Экономические трудности сёстрам помогали преодолевать русские и сербские покровители. Главным покровителем монастыря с сербской стороны был король Александр I, посетивший монастырь в 1923 году.
В Сербии леснянки не могли поддерживать свои традиции широкой благотворительности, не могли оказывать материальную и медицинскую помощь, но смогли сделать свой монастырь центром духовной и культурной жизни русской эмиграции. В Хопове сёстры сохранили традицию призрения и православного воспитания сирот, введённую игуменией Екатериной в первые дни существования обители в 1884 году. Именно на чужбине эта традиция стала особенно важной — в Хоповском приюте жили русские дети, потерявшие родителей или брошенные на произвол судьбы. За 20 лет существования в приюте были воспитаны более 500 детей.
В сентябре 1925 года в Хопове проходил Третий съезд Русского христианского студенческого движения, и в монастыре собрались около ста его участников из разных стран Европы.

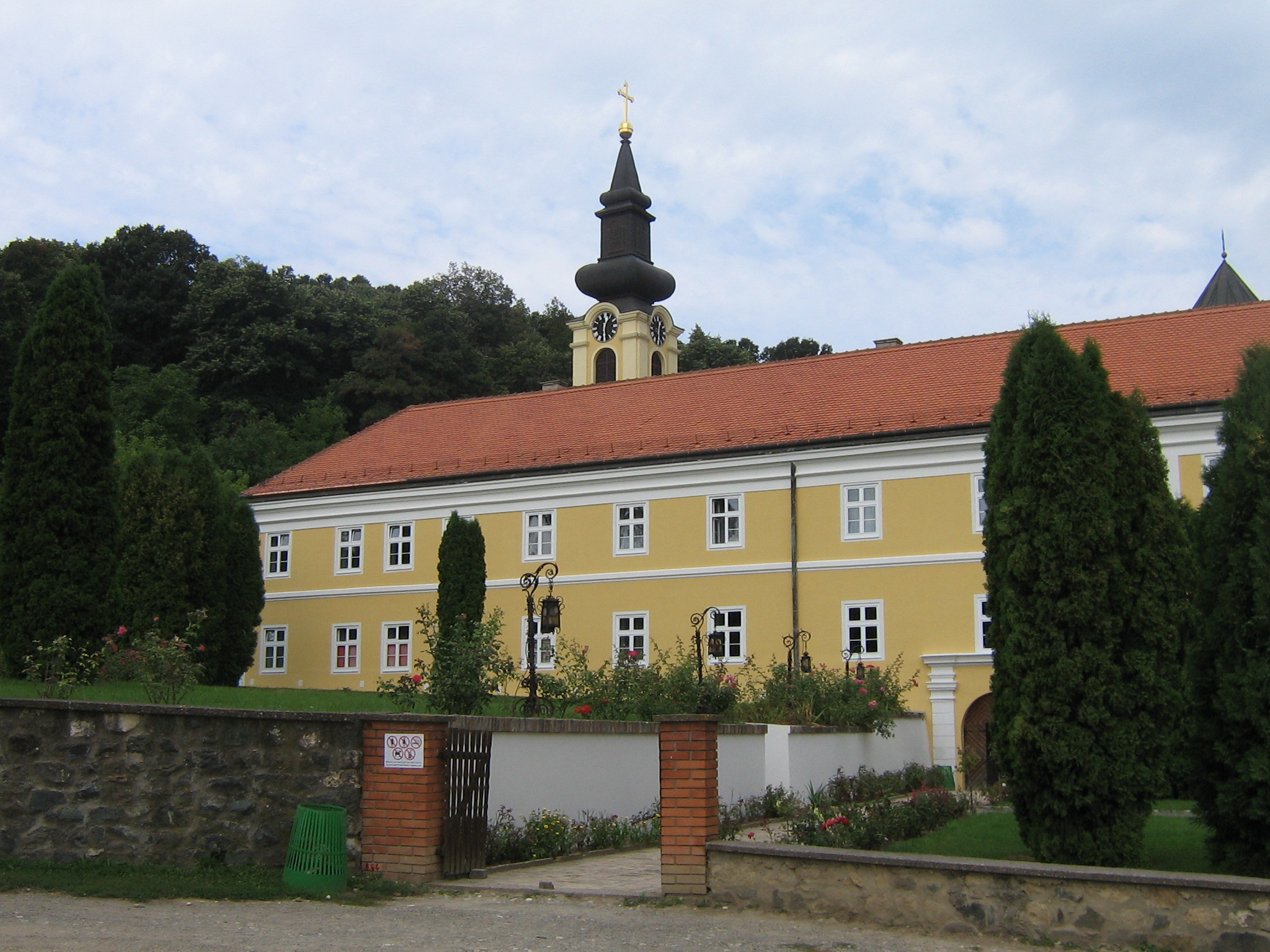
Монастырь в 2006 году

В этом древнем монастыре нашли упокоение многие русские монахини, сёстры Леснинского монастыря, в том числе игумения Екатерина, а также русские беженцы, в числе которых были и русские воины.
Во время Второй мировой войны была взорвана колокольня и некоторые монастырские помещения, уничтожен иконостас, а также большинство фресок.
В 1984 году архимандрит Досифей (Мильков) из монастыря Гргетег, давний почитатель игумении Екатерины, добился разрешения восстановить надгробие на её могиле, но Хоповский монастырь со времени поджога был в запустении, и могилу матушки пришлось долго искать. В поисках помогала настоятельница Хоповского монастыря игумения Мария, которая в 1923—1925 годах была здесь послушницей, и местные жители, знавшие монастырь до разорения. Могилу нашли. В 1985 году архиепископ Женевский и Западно-Европейский Антоний (Бартошевич) посетил Хопово, где он часто бывал в детстве и где похоронены его мать и сестра, и за свой счёт установил мраморное надгробие над могилой игумении Екатерины.
В 2025 году Монастырь Ново-Хилово награждён Сретенским орденом II степени.